# Heteropriacanthus cruentatus
Heteropriacanthus cruentatus är en fiskart som först beskrevs av Lacepède, 1801.  Heteropriacanthus cruentatus ingår i släktet Heteropriacanthus och familjen Priacanthidae. Inga underarter finns listade i Catalogue of Life.